# 长尾蛇鳗
长尾蛇鳗（学名：Ophichthus longipenis）为輻鰭魚綱鳗鲡目蛇鳗科蛇鳗属的鱼类。分布于中東太平洋區，從墨西哥至巴拿馬海域，棲息深度可達69公尺，體長可達58.7公分，属于近岸暖温性底层鱼类，屬肉食性，生活習性不明。

## 扩展阅读
維基物種上的相關：长尾蛇鳗